# St. Michael (Wiesau)

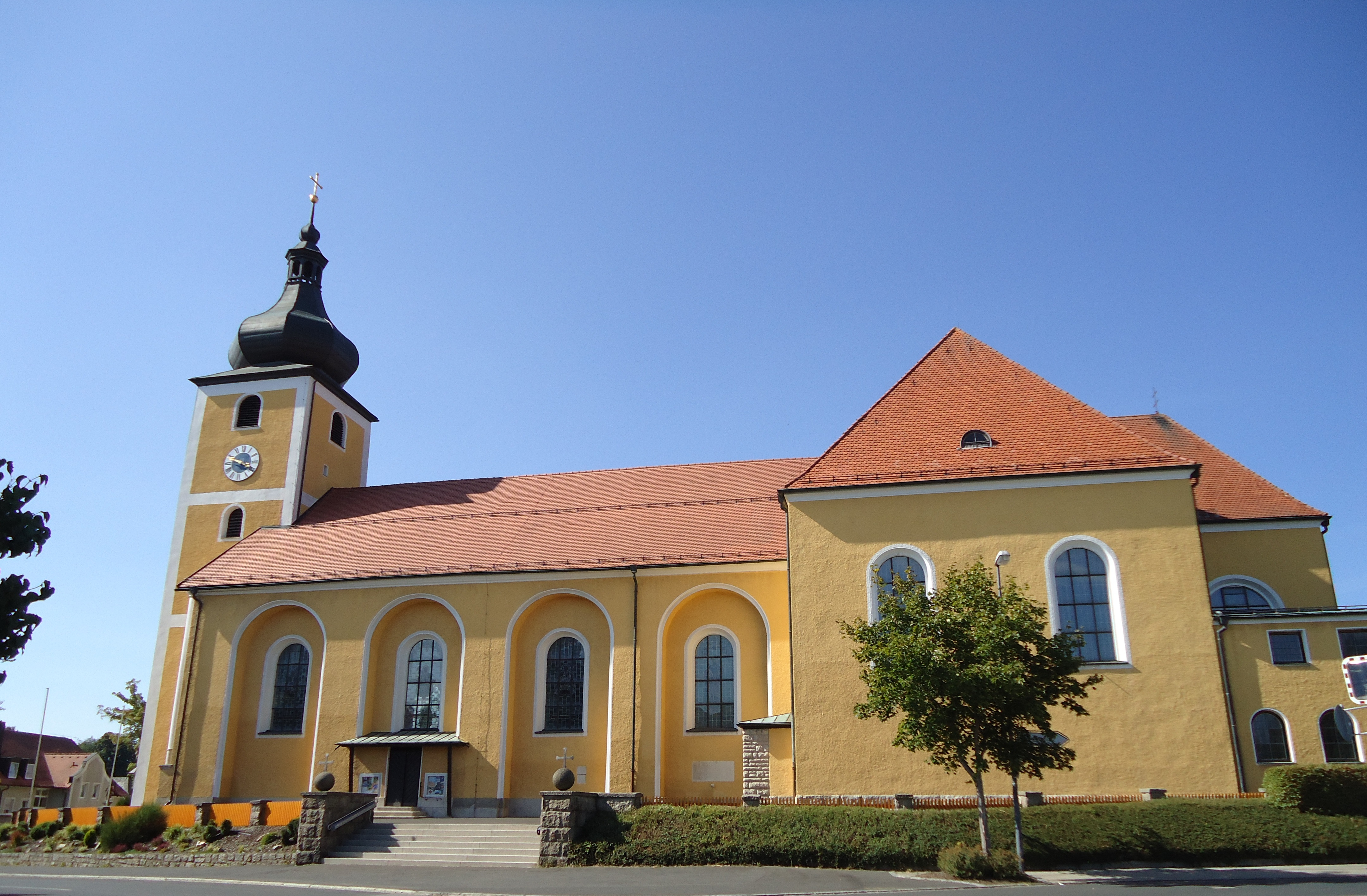
Pfarrkirche St. Michael

Die Pfarrkirche St. Michael ist die römisch-katholische Pfarrkirche von Wiesau in der nördlichen Oberpfalz. Die Kirche liegt heute westlich des Ortszentrums in der Mitte des ursprünglichen Dorfes und war bis 1934 vom Wiesauer Friedhof umgeben, der sich heute an der Kreuzbergkirche befindet.

## Geschichte
Seit der Gründung der Pfarrei Wiesau im 14. Jahrhundert war sie wahrscheinlich die Pfarrkirche und führte auch das Patrozinium von St. Michael. Eine Karte aus dem 16. Jahrhundert zeigt die Kirche des Ortes mit einem verhältnismäßig kurzen Schiff und einem massiven Kirchturm. Während der Reformation wurden Bilder und Kruzifixe aus der Kirche entwendet, im Zuge der Gegenreformation wurde das Bauwerk aber wieder ausgestaltet und bekam so 1629 einen neuen Altar. Im Dreißigjährigen Krieg gab es immer wieder Beschädigungen, die von durchziehenden Soldaten verursacht wurde.
Anfang der 1660er Jahre wurde die alte und kleine Kirche des Ortes abgerissen, um für ein größeres Gotteshaus Platz zu schaffen. So wurde in den Jahren 1661 bis 1663 das Schiff der neuen Kirche und nur zwei Jahre darauf der Kirchturm vollendet. Die Finanzierung erfolgte komplett aus Eigenmitteln der Pfarrei.
Der Kirchturm von St. Michael wurde 1731 neu errichtet. Auch ein erneuter Neubau des Kirchengebäudes war geplant, kam aber aufgrund von Streitigkeiten zwischen dem Wiesauer Pfarrer Johann Georg Tröster und dem Abt des Klosters Waldsassen nicht zu Stande. Der größte Streitpunkt betraf das Mitspracherecht des Klosters beim Bau der neuen Kirche. Der nächste Versuch, die bestehende Pfarrkirche durch einen Neubau zu ersetzen, erfolgte 1747. Nachdem das Kirchenbauwerk in einen ruinösen Zustand verfallen war, schickte Pfarrer Tröster einen Plan zum bischöflichen Konsistorium nach Regensburg, das einen Neubau genehmigte. Der Abt von Waldsassen verweigerte aber weiterhin seine Zustimmung. 1753 nahm der Klosterbaumeister Philipp Muttone die Kirche in Augenschein; ihm wurde von Pfarrer wegen des Streits mit dem Kloster alle Tätigkeiten an der Kirche verwehrt. Schließlich ordnete wenig später die Regierung in Amberg die Fortführung der Arbeiten an und so konnten sie 1758 beendet werden.
Am 12. Mai 1770 stürzte aufgrund der Bauweise das Deckengewölbe ein. Von 1773 bis 1775 wurden umfangreiche Reparaturarbeiten an dem beschädigten Gebäude durchgeführt. Wegen baulicher Fehler, auch bei diesen Arbeiten, zeigten sich 1842 Risse im Backsteingesims der Kirche. So begannen 1845 bereits zum wiederholten Male Sanierungsarbeiten, die sich über einen längeren Zeitraum hinzogen.
Zu Beginn der 1920er Jahre wurde die Pfarrkirche St. Michael wieder renoviert und in den Jahren 1934 und 1935 um das Querschiff und den Chorraum erweitert. Die Einweihung fand 1936 durch den Regensburger Bischof Michael Buchberger statt. Zu dieser Zeit erhielt sie ihr heutiges Aussehen.

## Beschreibung
Der Kirchturm befindet sich am westlichen Ende des Längsschiffes, an das sich das Querschiff mit dem Chor anfügt. Der Grundriss der Kirche symbolisiert das christliche Kreuz.
Im Langhaus zeigen die vier Deckengemälde zwei frohlockende Engel mit Musikinstrumenten und Geheimnisse des freudenreichen Rosenkranzes (Verkündigung Mariens und die Geburt Jesu und Aufopferung im Tempel). Das große Gemälde im Querschiff stellt die Geheimnisse des glorreichen Rosenkranzes (Auferstehung Jesu Christi und Christi Himmelfahrt, Mariä Aufnahme in den Himmel, Krönung Mariens und Sendung des Heiligen Geistes sowie die Heilige Dreifaltigkeit) dar.
An den Pilastern zwischen den Fenstern sind barocke Figuren aus Holz angebracht, die wahrscheinlich mit den Figuren identisch sind, die bereits 1885 im Inventar aufgeführt waren. Auf der linken Seiten sind St. Leonhard, St. Franziskus Seraph, St. Florian und St. Stefanus und auf der rechten Seite St. Antonius, St. Felix, St. Franziskus Xaver und St. Vincentius aufgestellt. An der rechten Seite des Querschiffes und neben dem rechten Seitenaltar befinden sich mit St. Nepomuk und St. Josef zwei gleichartige Figuren.